# هاينز ويبر
هاينز ويبر (بالألمانية: Heinz Weber)‏ (5 ديسمبر 1976 فيينا النمسا - ) هو لاعب كرة قدم نمساوي يلعب كحارس مرمى.

## روابط خارجية
- هاينز ويبر على موقع قاعدة بيانات كرة القدم.إي يو (الإنجليزية)
- هاينز ويبر على موقع عالم كرة القدم.نت (الإنجليزية)